# Ploceus insignis
Ploceus insignis là một loài chim trong họ Ploceidae.